# Acestrocephalus nigrifasciatus
Acestrocephalus nigrifasciatus é uma espécie de peixe do gênero Acestrocephalus, endêmica ao Brasil.

## Taxonomia
A. nigrifasciatus é uma espécie de peixe caracídeo pertencente ao gênero Acestrocephalus. A categorização da espécie foi realizada por Naércio Menezes, em 2006, e o estudo original inclui a descrição de outras 4 espécies do gênero. "Nigrifasciatus" é uma junção da palavra em latim "niger", que significa preto ou negro, e "fasciatus", que é derivado de "fascia" e significa faixa; o termo então faz referência a uma faixa negra que é encontrada na lateral do corpo desta espécie.

## Descrição, ecologia e distribuição geográfica
A espécie é marcada por uma faixa negra que percorre a lateral do seu corpo. Tanto A. nigrifasciatus quanto A. sardina apresentam a mesma coloração corporal e tamanho do olho, sendo distintas pela quantidade de escamas e formato corporal. A população conhecida desta espécie é de apenas 11 exemplares. Sua distribuição geográfica inclui os rios Arinos e Juruena, na bacia do alto rio Tapajós, no estado de Mato Grosso. Apesar das ações antrópicas nesses rios, não se pode fazer uma avaliação apta do estado de conservação desta espécie, devido ao pouco conhecimento sobre ela. Por isso, a UICN a classifica como deficiente em dados.